# Meyrignac-l'Église
Meyrignac-l'Église (Mairinhac la Gleisa en occitan) est une commune française située dans le département de la Corrèze en région Nouvelle-Aquitaine.

## Géographie

### Hydrologie
Commune arrosée par les Rivières, nom de la branche mère de la Menaude.

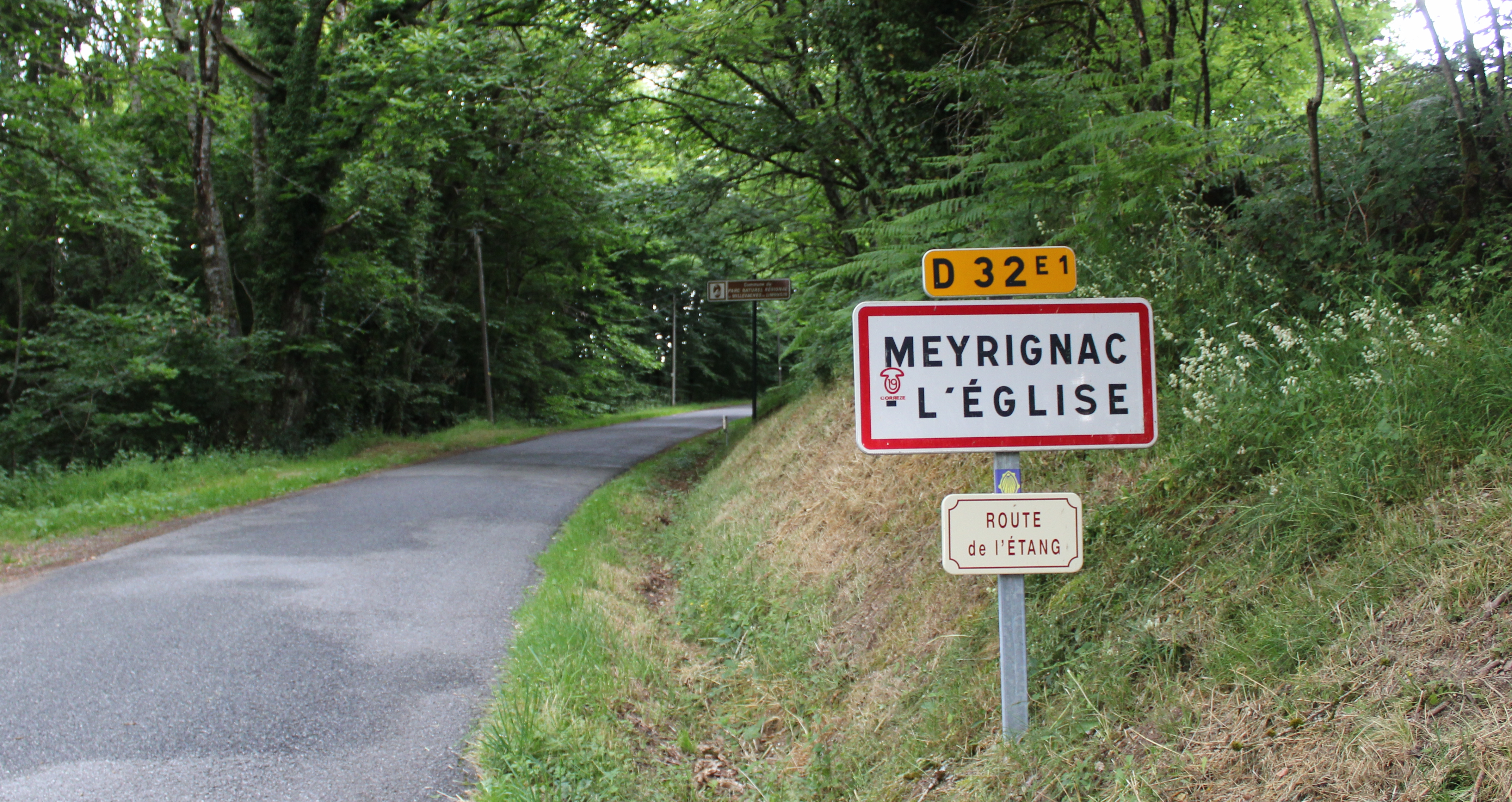
Entrée du village.

### Communes limitrophes
Les communes limitrophes sont Chaumeil, Corrèze, Orliac-de-Bar, Saint-Augustin et Sarran.
|               | Saint-Augustin     |        |
| Orliac-de-Bar | Meyrignac-l'Église | Sarran |
|               | Corrèze            |        |

### Climat
Pour des articles plus généraux, voir Climat de la Nouvelle-Aquitaine et Climat de la Corrèze.
Historiquement, la commune est exposée à un climat montagnard.  
En 2020, Météo-France publie une typologie des climats de la France métropolitaine dans laquelle la commune est exposée à un climat de montagne et est dans la région climatique  Ouest et nord-ouest du Massif Central, caractérisée par une pluviométrie annuelle de 900 à 1 500 mm, maximale en automne et en hiver.
Pour la période 1971-2000, la température annuelle moyenne est de 10,3 °C, avec  une amplitude thermique annuelle de 14,7 °C. Le cumul annuel moyen de précipitations est de 1 378 mm, avec 13,9 jours de précipitations en janvier et 8,3 jours en juillet. Pour la période 1991-2020, la température moyenne annuelle observée sur la station météorologique la plus proche, située sur la commune d'Égletons à 15 km à vol d'oiseau, est de 10,6 °C et le cumul annuel moyen de précipitations est de 1 428,5 mm,. Pour l'avenir, les paramètres climatiques de la commune estimés pour 2050 selon différents scénarios d’émission de gaz à effet de serre sont consultables sur un site dédié publié par Météo-France en novembre 2022.

## Urbanisme

### Typologie
Au 1er janvier 2024, Meyrignac-l'Église est catégorisée commune rurale à habitat très dispersé, selon la nouvelle grille communale de densité à 7 niveaux définie par l'Insee en 2022.
Elle est située hors unité urbaine. Par ailleurs la commune fait partie de l'aire d'attraction de Tulle, dont elle est une commune de la couronne,. Cette aire, qui regroupe 43 communes, est catégorisée dans les aires de moins de 50 000 habitants,.

### Occupation des sols
L'occupation des sols de la commune, telle qu'elle ressort de la base de données européenne d’occupation biophysique des sols Corine Land Cover (CLC), est marquée par l'importance des forêts et milieux semi-naturels (57 % en 2018), une proportion sensiblement équivalente à celle de 1990 (57,6 %). La répartition détaillée en 2018 est la suivante : 
forêts (57 %), prairies (21,2 %), zones agricoles hétérogènes (19,7 %), eaux continentales (2,1 %).
L'évolution de l’occupation des sols de la commune et de ses infrastructures peut être observée sur les différentes représentations cartographiques du territoire : la carte de Cassini (XVIIIe siècle), la carte d'état-major (1820-1866) et les cartes ou photos aériennes de l'IGN pour la période actuelle (1950 à aujourd'hui).

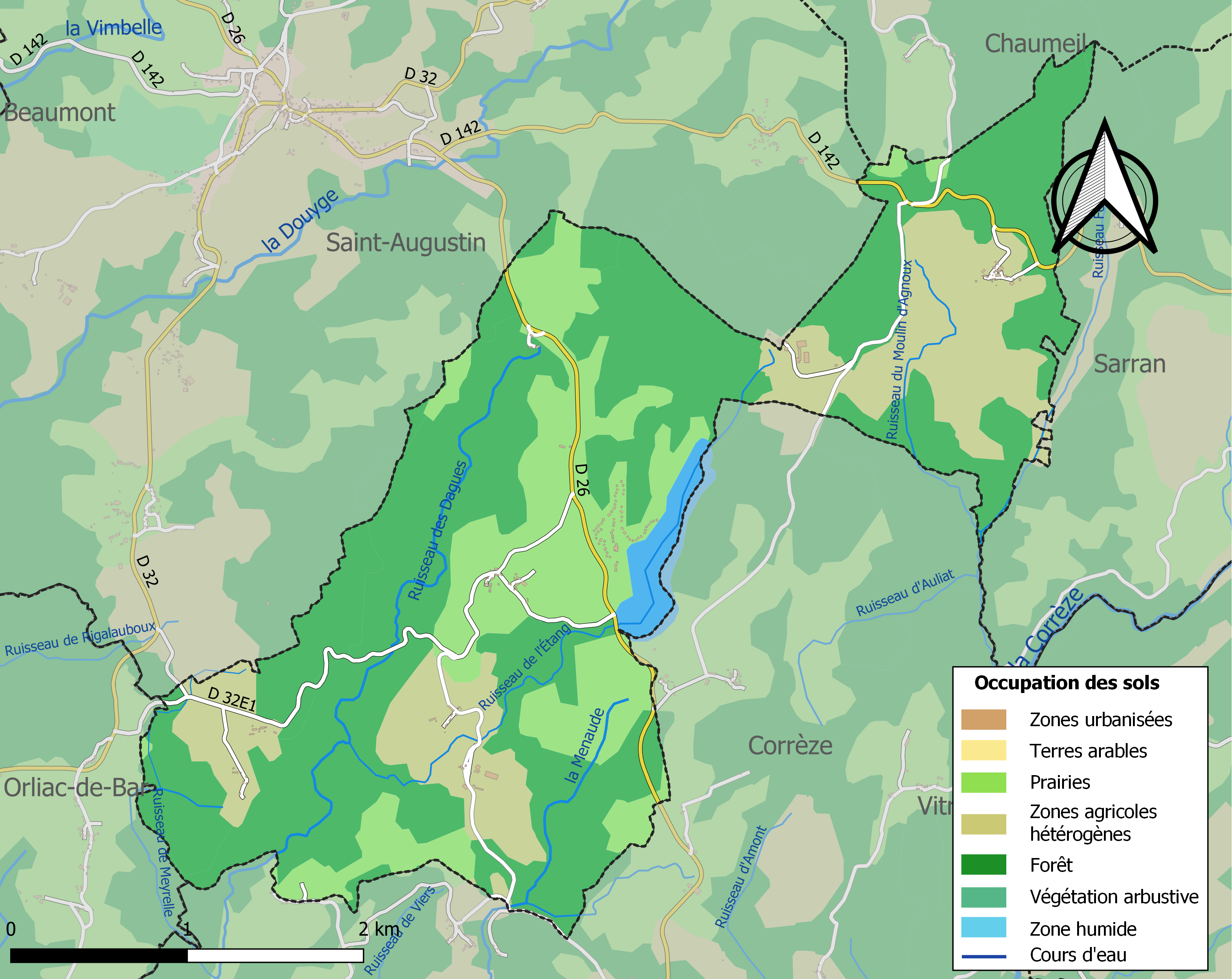
Carte des infrastructures et de l'occupation des sols de la commune en 2018 (CLC).

### Risques majeurs
Le territoire de la commune de Meyrignac-l'Église est vulnérable à différents aléas naturels : météorologiques (tempête, orage, neige, grand froid, canicule ou sécheresse), feux de forêts et séisme (sismicité très faible). Il est également exposé à deux risques particuliers : le risque minier et le risque de radon. Un site publié par le BRGM permet d'évaluer simplement et rapidement les risques d'un bien localisé soit par son adresse soit par le numéro de sa parcelle.

#### Risques naturels

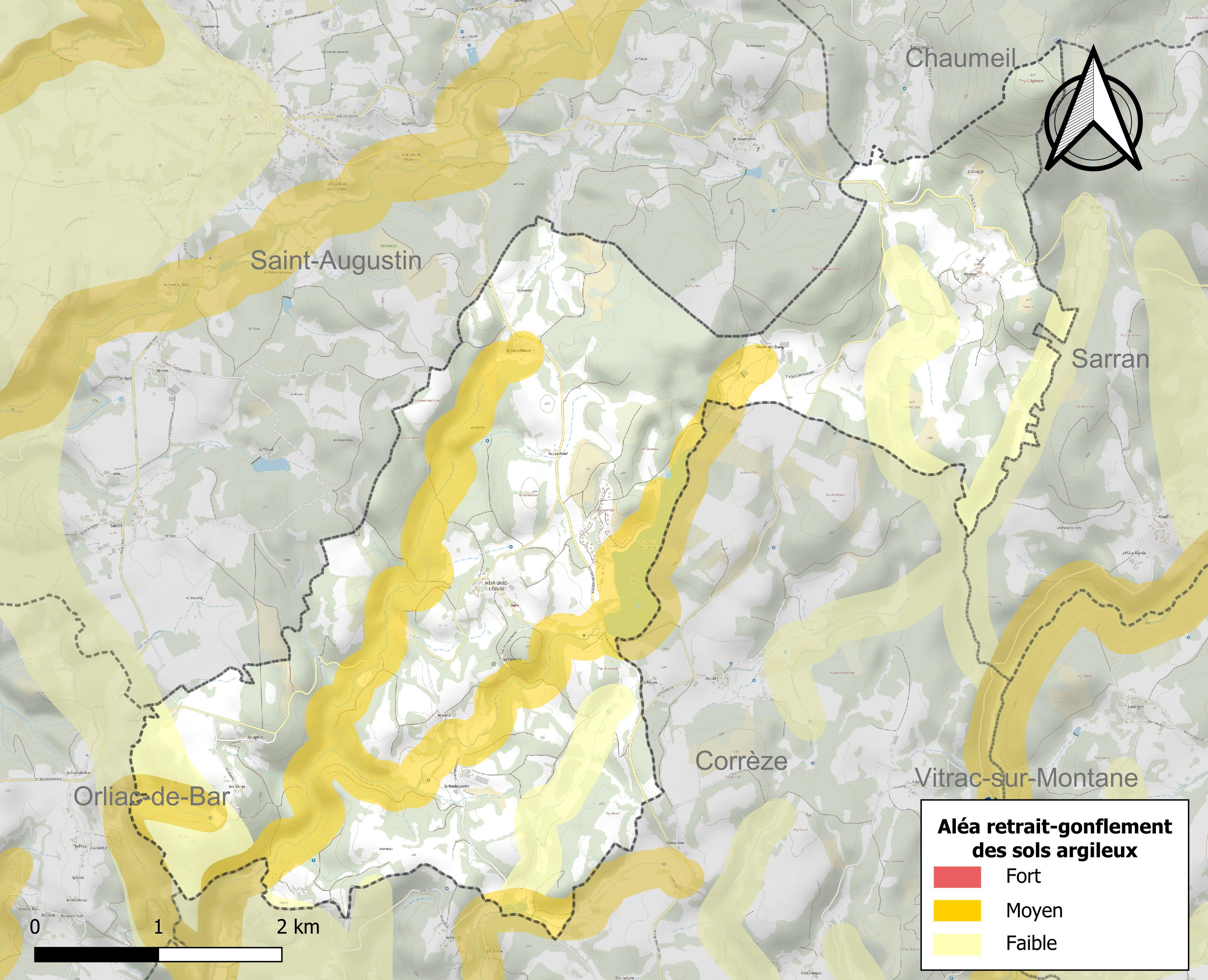
Carte des zones d'aléa retrait-gonflement des sols argileux de Meyrignac-l'Église.

Le retrait-gonflement des sols argileux est susceptible d'engendrer des dommages importants aux bâtiments en cas d’alternance de périodes de sécheresse et de pluie. 20,9 % de la superficie communale est en aléa moyen ou fort (26,8 % au niveau départemental et 48,5 % au niveau national). Sur les 39 bâtiments dénombrés sur la commune en 2019, trois sont en aléa moyen ou fort, soit 8 %, à comparer aux 36 % au niveau départemental et 54 % au niveau national. Une cartographie de l'exposition du territoire national au retrait gonflement des sols argileux est disponible sur le site du BRGM,.
Concernant les feux de forêt, aucun plan de prévention des risques incendie de forêt (PPRIF) n’a été établi en Corrèze, néanmoins le code de l’urbanisme impose la prise en compte des risques dans les documents d’urbanisme. Le périmètre des servitudes d'utilité publique et des zones d'obligation légale de débroussaillement pour les particuliers est quant à lui défini pour la commune dans une carte dédiée. 

#### Risques particuliers
La commune est  concernée par le risque minier, principalement lié à l’évolution des cavités souterraines laissées à l’abandon et sans entretien après l’exploitation de mines. 
Dans plusieurs parties du territoire national, le radon, accumulé dans certains logements ou autres locaux, peut constituer une source significative d’exposition de la population aux rayonnements ionisants. Certaines communes du département sont concernées par le risque radon à un niveau plus ou moins élevé. Selon la classification de 2018, la commune de Meyrignac-l'Église est classée en zone 3, à savoir zone à potentiel radon significatif. 

## Toponymie
Les formes anciennes de la localité sont : in Matriniaco mansum 885,, ecclesiam de Meyrinac 1105, cappellanus de Meyrinhac V. 1315, Meyrignac l'Église v. 1757 (pour la distinguer du village appelé de son côté Meyrignac-de-Bar),, Meyrignac-la-Montagne octobre 1793.
Selon Ernest Nègre, l'étymologie de la localité correspondrait à un nom de personne romain Matrinus + suffixe -acum. M. Prodel partage ce point de vue et ajoute « l'origine de ces patronymes est celle du thème des déesses Mères, en particulier celles des sources et des rivières, les mères nourricières ».

## Histoire
Le 6 octobre 1666 Antoine Vialle, curé du bourg, malade dans son lit, fait son testament et demande à être enterré dans son église. Il charge son héritier, Léonard Vialle son neveu, de remettre la somme de 5 livres à son successeur (cf la quittance du curé Besse du 15 mai 1673).
L'Ordre de Saint-Jean-de-Jérusalem ou de Malte en Limousin disposait des revenus du membre de Meyrignac-l'Église, qui étaient affermés au curé pour vingt-deux livres ; il consistaient en dîmes des grains et des agneaux levées sur une partie du bourg de Meyrignac et du village de Vialle.
Pendant la Révolution française, pour suivre un décret de la Convention, la commune prend le nom de Meyrignac-la-Montagne.

## Politique et administration
| Période                                  | Période   | Identité                                            | Étiquette | Qualité                                                                          |
| ---------------------------------------- | --------- | --------------------------------------------------- | --------- | -------------------------------------------------------------------------------- |
| 1805                                     | 1813      | Martial Breuil                                      |           |                                                                                  |
| avant 1856                               | ?         | Jean-Elisabeth Clément de Salaignac                 |           | Médecin, conseiller général du canton de Corrèze (1848-1858) décédé en fonctions |
| Les données manquantes sont à compléter. |           |                                                     |           |                                                                                  |
| mars 1957                                | mars 1977 | Henri Lafarge                                       |           |                                                                                  |
| mars 1977                                | mars 2001 | Jean-Claude Imbert                                  |           |                                                                                  |
| mars 2001                                | En cours  | Jean-François Menuet Réélu pour le mandat 2020-2026 | DVD       | Agriculteur                                                                      |

## Démographie
L'évolution du nombre d'habitants est connue à travers les recensements de la population effectués dans la commune depuis 1793. Pour les communes de moins de 10 000 habitants, une enquête de recensement portant sur toute la population est réalisée tous les cinq ans, les populations de référence des années intermédiaires étant quant à elles estimées par interpolation ou extrapolation. Pour la commune, le premier recensement exhaustif entrant dans le cadre du nouveau dispositif a été réalisé en 2004.

En 2022, la commune comptait 63 habitants, en évolution de +1,61 % par rapport à 2016 (Corrèze : −0,59 %, France hors Mayotte : +2,11 %).
| 1793 | 1800 | 1806 | 1821 | 1831 | 1836 | 1841 | 1846 | 1851 |
| ---- | ---- | ---- | ---- | ---- | ---- | ---- | ---- | ---- |
| 333  | 273  | 258  | 312  | 312  | 318  | 317  | 344  | 346  |

| 1856 | 1861 | 1866 | 1872 | 1876 | 1881 | 1886 | 1891 | 1896 |
| ---- | ---- | ---- | ---- | ---- | ---- | ---- | ---- | ---- |
| 316  | 286  | 305  | 297  | 277  | 27   | 280  | 270  | 278  |

| 1901 | 1906 | 1911 | 1921 | 1926 | 1931 | 1936 | 1946 | 1954 |
| ---- | ---- | ---- | ---- | ---- | ---- | ---- | ---- | ---- |
| 278  | 264  | 246  | 198  | 196  | 183  | 183  | 150  | 130  |

| 1962 | 1968 | 1975 | 1982 | 1990 | 1999 | 2004 | 2006 | 2009 |
| ---- | ---- | ---- | ---- | ---- | ---- | ---- | ---- | ---- |
| 115  | 95   | 81   | 59   | 40   | 46   | 54   | 53   | 50   |

| 2014 | 2019 | 2022 | - | - | - | - | - | - |
| ---- | ---- | ---- | - | - | - | - | - | - |
| 63   | 63   | 63   | - | - | - | - | - | - |

## Cinéma
Plusieurs films et séries ont été tournés dans la commune en particulier :
- 1987 : Le Moine et la sorcière de Suzanne Schiffman[réf. souhaitée]

## Lieux et monuments

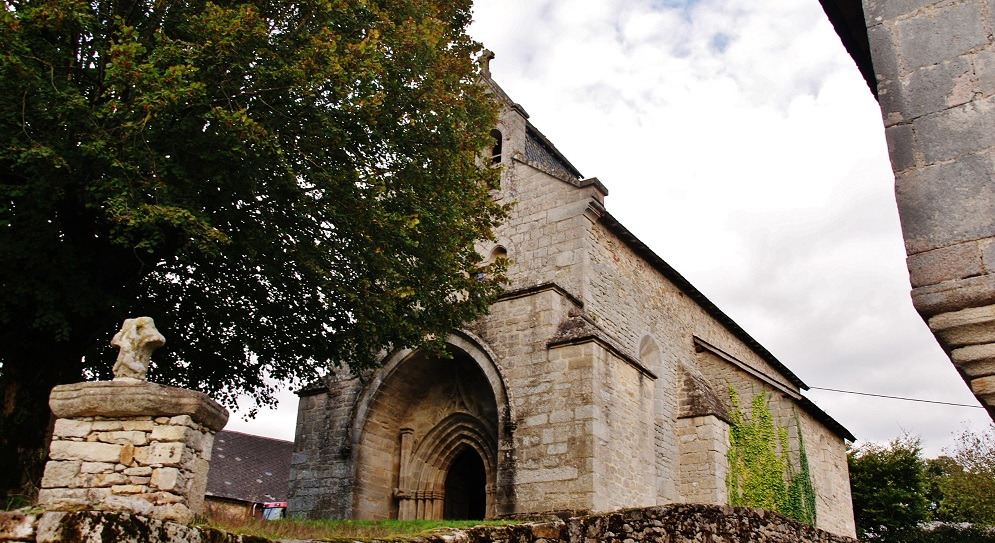
L'église Sainte-Anne de Meyrignac-l'Église.

- L'église paroissiale Sainte-Anne, époque romane et gothique.
- L'étang de Meyrignac sur une superficie de 17 ha.
- Les différents hameaux : Agnoux, le Coustal, l'Étang, la Vialleneuve, le Cey-Neuf, la Pépinière, la Vialle, la Roubeyrotte, Miers, Salagnac, les Bories.

## Personnalités liées à la commune
Georges Lafarge, médecin, conseiller général, maire de Meyrignac-l'Église, « physiocrate du XXe siècle », auteur de livres sur les progrès à faire dans les domaines de la santé, de l'agriculture ou des énergies, créateur de la première (micro)centrale hydroélectrique de Corrèze en 1920 (récemment remise en service), et promoteur de l'électrification du département dans les années 1920. Il prévoyait l'utilisation généralisée de la force électrique, dans les logements, l'artisanat, l'industrie ou même l'agriculture (tracteurs reliés à des câbles en bord de pré). Situé au Centre-Droit et bien que très populaire dans son canton, il échoua à être député contre la Gauche du Front populaire. Zélateur du tourisme (on lui doit la table d'orientation des Monédières), il est demeuré une figure emblématique du "grand homme" local dans le souvenir des anciens Corréziens jusqu'à aujourd'hui.

## Héraldique
| Blason de Meyrignac-l'Église | Blason  | D'argent à un arbre de sinople sur une terrasse isolée de même, un lion de gueules passant devant le fût de l'arbre. |
| Blason de Meyrignac-l'Église | Détails | Différences entre dessin et blasonnement : terrasse isolée. Le statut officiel du blason reste à déterminer.         |